# Jason Lee Scott
Ne doit pas être confondu avec Jason Scott Lee.
Pour les articles homonymes, voir Jason Lee (homonymie), Jason Scott (homonymie), Lee et Scott.
Jason Lee Scott est un personnage de fiction de la franchise Power Rangers. 
Il est apparu pour la première fois en tant que personnage principal dans la série Power Rangers : Mighty Morphin où il est incarné par Austin St. John. L'acteur reprendra le rôle dans les autres séries de la franchise. Dans le reboot cinématographique Power Rangers (2017), le rôle est repris par Dacre Montgomery.

## Biographie

### Power Rangers: Mighty Morphin
Jason est un lycéen d'Angel Grove en Californie. Il est aussi spécialiste en arts martiaux. Avec ses amis Zack Taylor, Billy Cranston, Trini Kwan et Kimberly Hart, Jason est téléporté dans un centre de commande. Ils y font la connaissance de Zordon et du robot Alpha 5. Ils découvrent qu'ils ont été sélectionnés pour devenir les Power Rangers, cinq soldats dont la mission est de défendre la Terre de la méchante Rita Repulsa, une sorcière emprisonnée depuis 10 000 ans.
Jason devient alors le Ranger rouge, le chef de l'équipe. Son Zord (robot métallique de combat des Rangers) est inspiré d'un Tyrannosaurus, tout comme son médaillon de transmutation. Jason et ses amis vont alors mener de nombreuses batailles contre Rita et ses sbires, notamment le terrible Goldar,.
Jason croise ensuite la route de Tommy Oliver, lors d'un combat très disputé dans un tournoi d'arts martiaux. Les deux adolescents deviennent cependant amis. Tommy est aussi accueilli par les autres de la bande. Mais Rita prend possession de l'esprit de Tommy et le transforme en un être maléfique, le Ranger vert. Il affronte alors les Rangers, alors que Jason a été enlevé par Goldar. Finalement, Tommy parviendra à se libérer de l'emprise de Rita. Il conservera cependant ses pouvoirs du Ranger vert et sera intégré aux autres Rangers.
Peu après, Tommy perd peu à peu ses pouvoirs de Ranger vert. Jason se sent très coupable de cela. Le maléfique seigneur Zedd, allié de Rita, utilise cette culpabilité et tente de voler les pouvoirs de Zack, Billy, Trini et Kimberly. Avec l'aide de Zordon, Jason parvient cependant à sauver ses amis et leurs pouvoirs. Après cette victoire, Jason remporte un tournoi d'arts martiaux et dédie sa victoire à Tommy. Peu de temps après, Tommy revient en tant que Ranger blanc et devient le nouveau leader des Rangers.
Plus tard, Jason, Trini et Zack sont choisis pour être ambassadeurs de paix à une conférence en Suisse. Zordon choisit alors Rocky DeSantos pour remplacer Jason en tant que Ranger rouge.

### Power Rangers: Zeo
Jason est le second à endosser le costumer du Ranger Zeo doré, après Trey qui a perdu ses pouvoirs et les confie temporairement à Jason. Ils retrouvent par ailleurs ses vieux amis Tommy et Billy et collaborent avec les nouveau Rangers Adam Park, Katherine Hillard et Tanya Sloan. Jason est cependant confronté à la rivalité avec celui qui l'a jadis remplacé en tant que Ranger rouge, Rocky DeSantos. Après quelque temps, Rocky finit par se lier d'amitié avec Jason,,.
Jason redonne ses pouvoirs du Rangers doré à Trey, lorsqu'il découvre qu'il ne peut conserver ces pouvoirs plus longtemps. En effet, les pouvoirs du Ranger doré ne sont pas faits pour un humain et l'affaiblissent.

### Power Rangers Turbo, le film
Tout comme Kimberly, Jason se joint aux Rangers Turbo. Ils sont kidnappés par la reine Divatox. Kim et Jason subissent un lavage de cerveau et sont alors obligés d'affronter les Rangers Turbo. Grâce à la magie de Lerigot, Jason reprend ses esprits. Il participe finalement à un tournoi d'arts martiaux.

### Force animale
Pour vaincre des ennemis des Super Mega Rangers, la plupart des anciens Rangers rouges sont réunis. Jason, et neuf autres Rangers rouges (dont Tommy Oliver, mais pas Rocky DeSantos, le successeur de Jason) s'associent donc pour vaincre l'Empire des Machines. Après cette mission, Jason retourne à la vie civile.

### Super Megaforce
Après la mort de l'Empereur Mavro, l'équipe des Rangers Super Megaforce est confrontée à une immense armée de XBorgs. Ils reçoivent alors le soutien de tous les Power Rangers précédents, dont Jason qui endosse à nouveau son costume du Ranger rouge.

### Version alternative

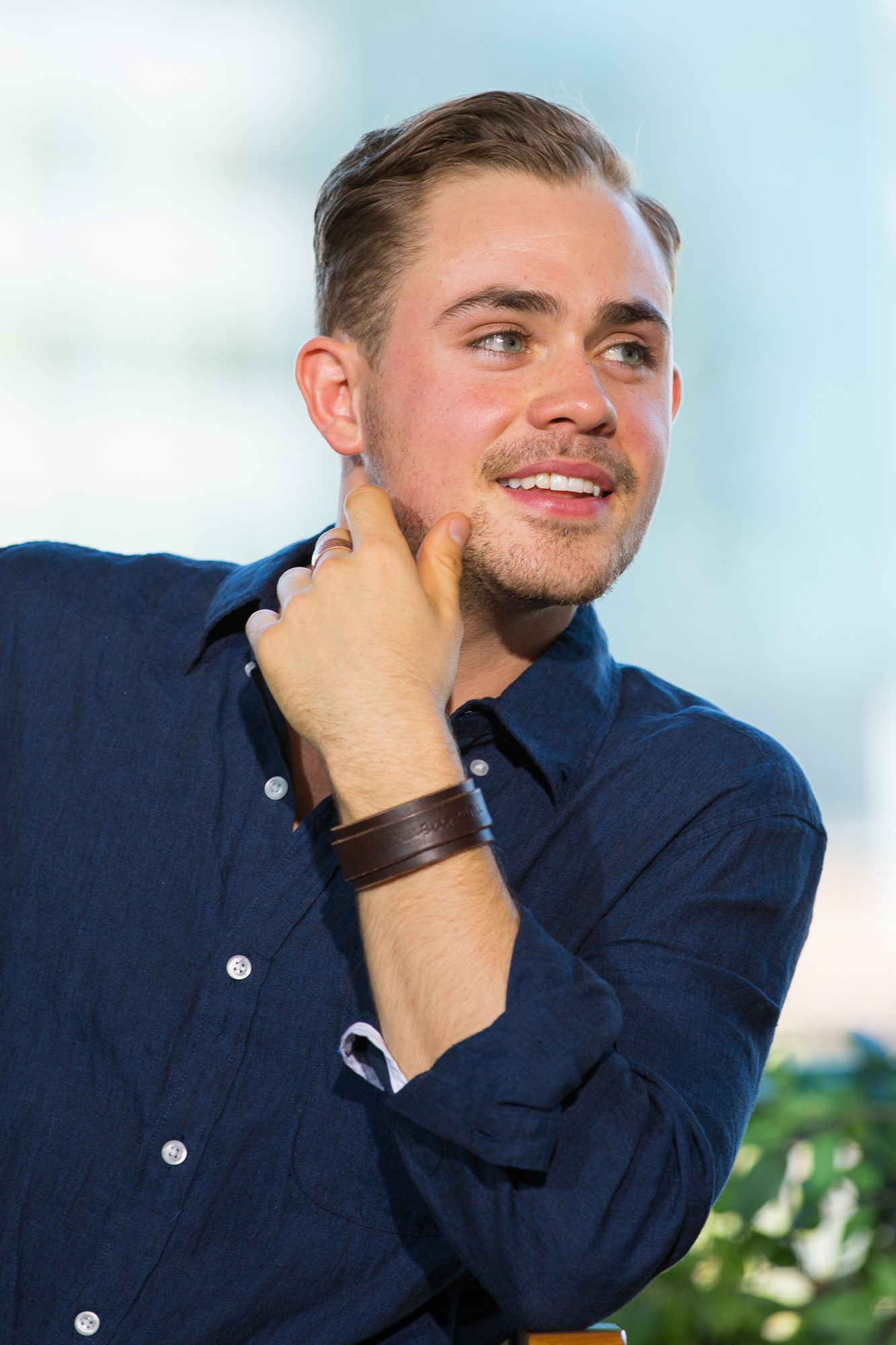
Dacre Montgomery interprète Jason dans le film de 2017

Dans le film de 2017, Jason est une ancienne gloire locale de football. Il a cependant ruiné sa carrière à la suite de plusieurs bêtises qui lui valent même de porter un bracelet électronique à la cheville. De plus, il est placé jusqu'à nouvel ordre en retenue tous les samedis. Il y fait la connaissance de Billy Cranston, un jeune homme plutôt bizarre et rejeté par la plupart des élèves. Jason prend cependant sa défense lorsqu'un élève provoque Billy. Jason croise aussi la route de Kimberly Hart, une jeune fille assez perturbée par une altercation avec son ex petit-ami. En sortant de retenue, Billy demande à Jason de l'accompagner le soir même près d'une mine. Billy parvient donc à l'embarquer là-bas, mais Jason ne souhaite pas rester. Non loin de là, il tombe sur Kimberly, qui plonge seule d'une falaise. Alors qu'ils commencent à discuter, une énorme explosion retentit à la mine. Billy vient d'en faire sauter une partie ! Jason et Kimberly courent vers lui et découvrent une étrange paroi en verre. Les trois jeunes gens sont alors rejoints par Zack Taylor et la mystérieuse Trini Kwan. Ensemble, ils découvrent dans la roche cinq pierres, de cinq couleurs différentes. Ils en prennent chacun un : rouge pour Jason, rose pour Kimberly, jaune pour Trini, bleu pour Billy et noir pour Zack. Cela les mène ensuite au cœur d'un immense vaisseau spatial. Il y font la connaissance du robot Alpha 5 et surtout de Zordon, l'ancien Ranger rouge et chef des Power Rangers, désormais coincé dans une autre dimension. Zordon apprend aux adolescents qu'ils ont été choisis pour reprendre le flambeau des Power Rangers. La menace plane sur la ville d'Angel Grove, depuis le retour de Rita Repulsa, l'ancienne Ranger vert qui a jadis trahi Zordon et ses coéquipiers. Alors que les autres adolescents veulent partir, Jason reste un temps avec Zordon qui lui explique qu'il est le nouveau Ranger rouge, le chef de l'équipe. C'est lui qui doit rassembler ses amis pour qu'ils puissent accéder à leurs armures et leurs pouvoirs. Au terme d'un entrainement aussi long que laborieux, les jeunes gens parviennent à devenir des Power Rangers. Ils devront unir leurs forces pour vaincre Rita.

### Power Rangers: Beast Morphers
Jason revient dans la saison 2 de Power Rangers Beast Morphers, dans l'épisode spécial Grid Connection. 
Lorsque le vieil ennemi de Jason, Goldar, est réanimé par Evox / Venjix en tant que Goldar Maximus et envoyé dans la dimension des Dino Charge Power Rangers pour rassembler des énergies, Jason est convoqué par Grid Battleforce Red Ranger Devon pour l'aider à sauver les Dino Charge Rangers ainsi que les membres de la propre équipe de Devon. Il est révélé que la pièce de pouvoir tyrannosaure de Jason est restée en sommeil dans une météorite pendant une durée non divulguée. Devon rend la pièce à Jason. Jason convoque finalement le reste de son équipe Mighty Morphing pour l'aider lui et les Dino Thunder Power Rangers contre l'armée dirigée par Goldar Maximus.
Il est révélé plus tard qu'il est également responsable de l'effacement des souvenirs de Nate sur la façon dont il a accidentellement créé Evox, car il sait que Nate quittera si ces souvenirs de traumatisme reviennent.